# Minakshitempel

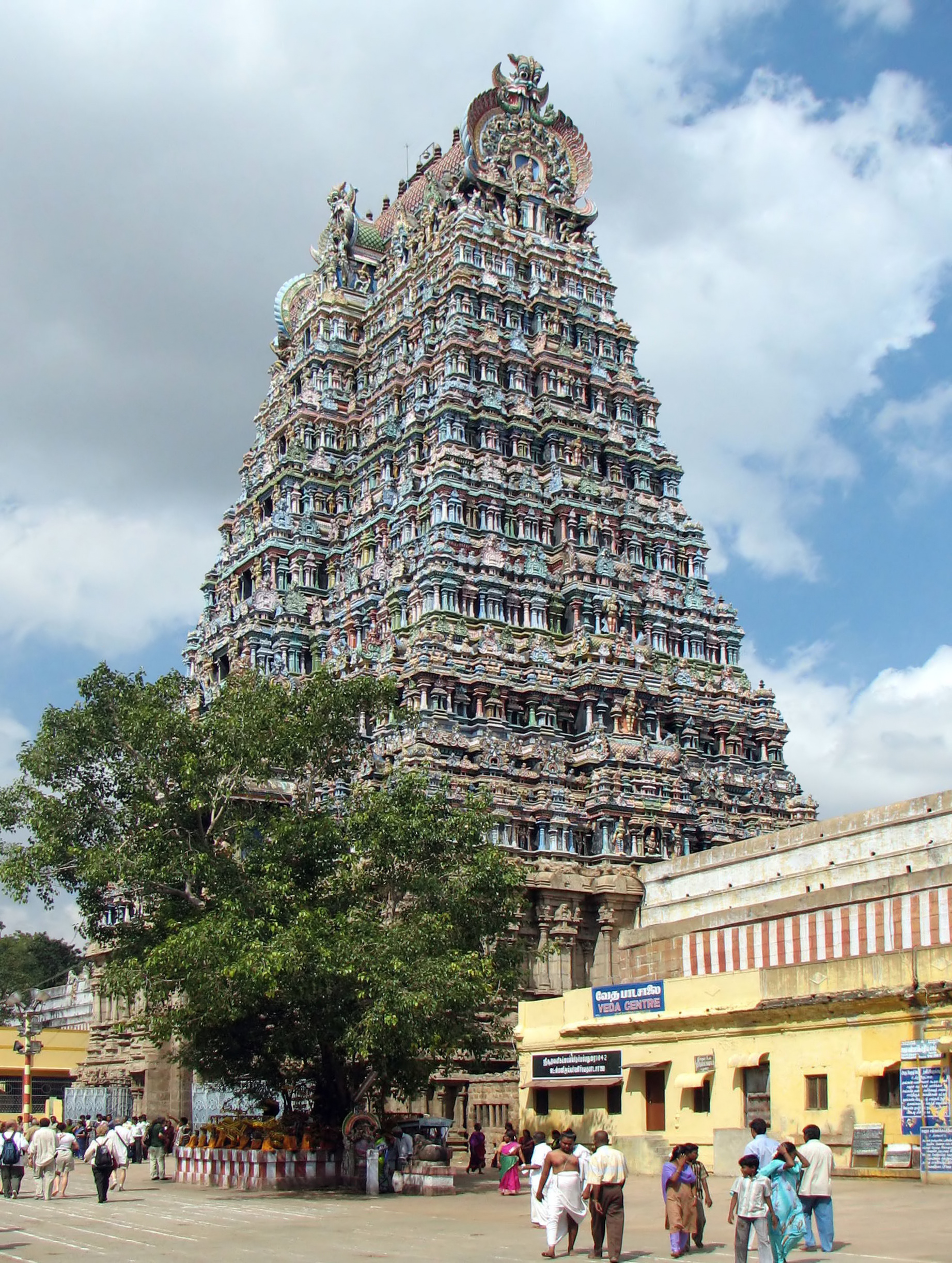
Een van de ingangen

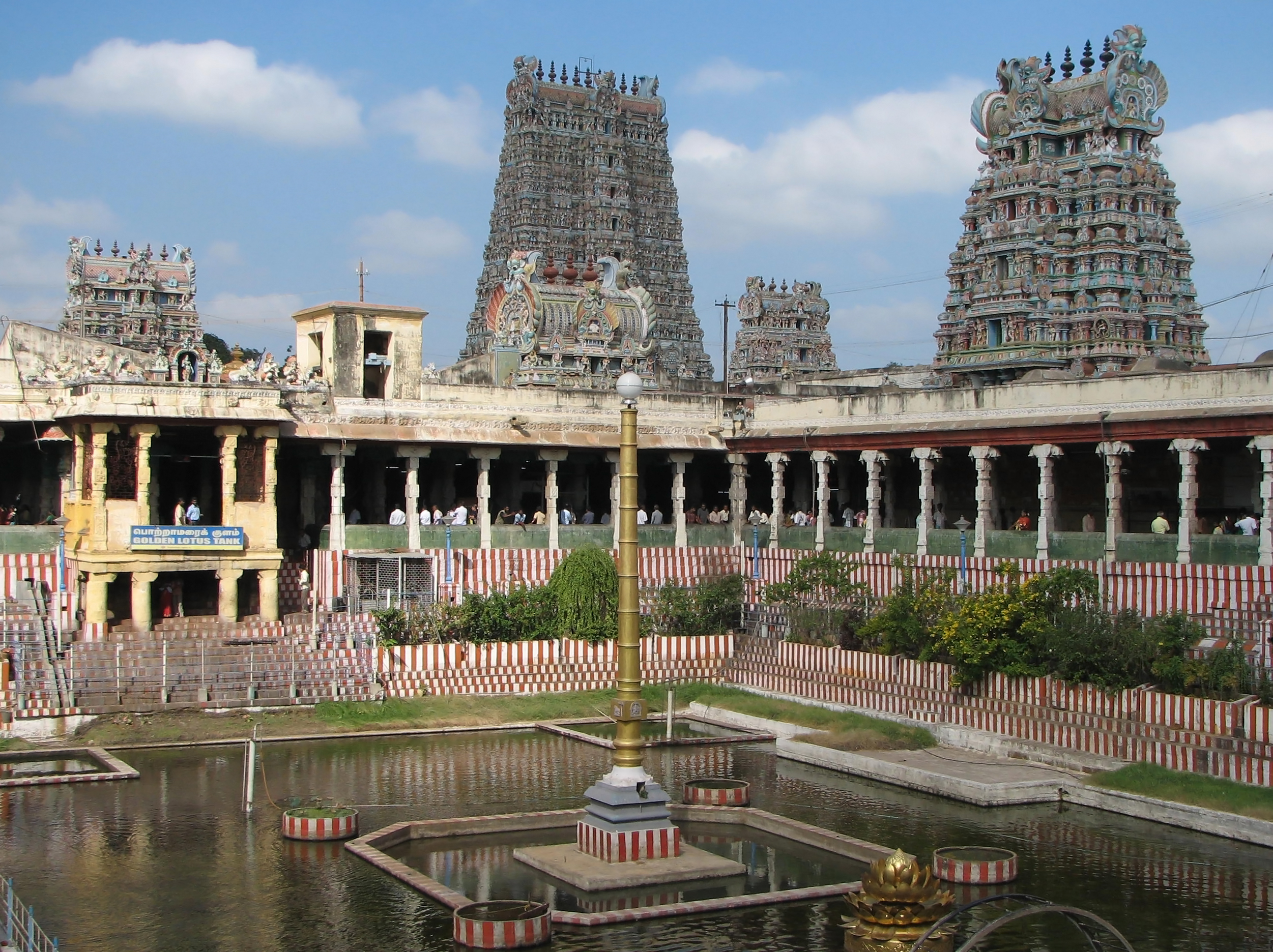
De vijver

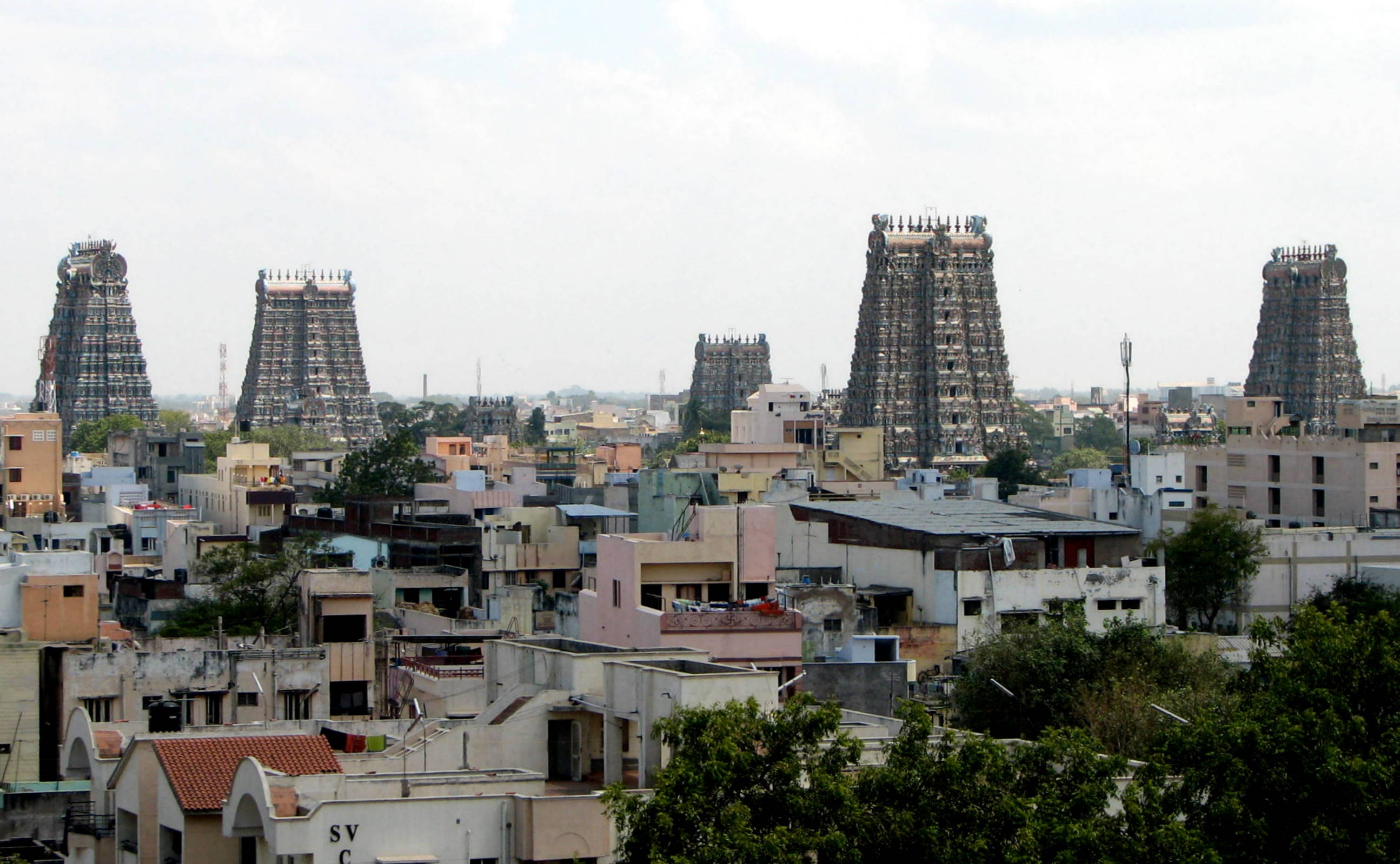
De gopurams steken boven de stad uit

De Minakshitempel (Tamil: மீனாக்ஷி அம்மன் கோவில்) vormt een complex van 254 x 237 meter in de Indiase stad Madurai in Tamil Nadu.

## Bouwwerk
Het complex bestaat uit twee afzonderlijke tempels. De kleine tempel is gewijd aan Minakshi (Parvati) en is alleen voor vrouwen toegankelijk. De grote tempel is gewijd aan Shiva en is alleen voor mannen toegankelijk. Tegen de beide tempels ligt een grote vijver, Potramarai Kulam genaamd. Deze wordt omringd door een kloostergang. Ook is er een hal met duizend gebeeldhouwde pilaren te vinden.
Het complex wordt omringd door een muur met vier gopurams waarvan de hoogste meer dan 50 meter hoog is. Binnen de muren zijn er nog eens acht te vinden.

## Geschiedenis
Mogelijk stond er 3.000 jaar geleden al een tempel op deze locatie. Deze tempel werd in de loop van de tijd steeds verder uitgebouwd.
In 1310 werd deze tempel tijdens een inval van de Islamitische veldheer Malik Kafur geplunderd en vernield.
In de 16e en 17e eeuw werd het huidige complex gebouwd.